# Transpithecus
Transpithecus — вимерлий рід нотоунгулятів, що належить до підряду Typotheria. Він жив у середньому еоцені на території сучасної Південної Америки.

## Опис
Ця тварина, можливо, була віддалено схожа на бабака і могла досягати приблизно 50 сантиметрів у довжину. Він мав кілька подібностей з гризунами, але не був з ними близьким. Транспітек був споріднений з Notopithecus, але відрізнявся від останнього роду кількома характеристиками своїх зубів. Його верхні кутні зуби характеризувались чотирикутною формою та внутрішньою складкою, що відокремлювала меншу передню частку від задньої частки, і мали невеликий рельєф емалі в середині коронок. Премоляри та верхні моляри були позбавлені мезіального зубця. Також був невеликий низхідний відросток на верхній щелепі, більш-менш на висоті мезіального краю другого верхнього моляра.